# 松平資順
松平 資順（まつだいら すけゆき）は、江戸時代中期の三河国吉田藩の世嗣。官位は従五位下・壱岐守。

## 略歴
常陸国笠間藩のち遠江国浜松藩の世嗣だった松平宗弥の長男として誕生。
父が死去した翌年に生まれたため、浜松藩2代藩主を継いだ松平資訓の養子となる。享保15年（1730年）、8代将軍・徳川吉宗に御目見し叙任するが、家督相続前の延享3年（1746年）に没した。代わって、資訓の実子・資昌が嫡子となった。

## 系譜
- 父：松平宗弥（1685年 - 1712年）
- 母：不詳
- 養父：松平資訓（1700年 - 1752年）
- 室：不詳
  - 女子：富田知真正室
  - 女子：松平資訓養女 - 松平忠福正室
  - 女子：松平資訓養女 - 松平正升正室